# جاشوا ساس
جاشوا ساس (انگلیسی: Joshua Sasse؛ زادهٔ ۹ دسامبر ۱۹۸۷) هنرپیشه اهل انگلستان است. وی از سال ۲۰۱۰ میلادی تاکنون مشغول فعالیت بوده‌است.